# Dodge Shadow
Der Dodge Shadow war eine vom US-amerikanischen Automobilhersteller Dodge von 1986 bis 1994 produzierte Frontantriebs-Limousine der unteren Mittelklasse. Der Shadow basierte auf der P-Plattform des Chrysler-Konzerns (einer verkürzten Variante der K-Plattform) und war damit Schwestermodell des Plymouth Sundance, von dem er sich lediglich durch minimale Details unterschied. In Deutschland wurde die dreitürige Version des Shadow einige Jahre lang unter der Bezeichnung Chrysler ES angeboten.

## Modellgeschichte
Im Frühsommer 1986 präsentierte Dodge den Shadow als neues, kompaktes Modell der unteren Mittelklasse mit vier Türen und Heckklappe; ein Dreitürer folgte im Laufe des Jahres. Im Angebot war zunächst nur eine einzige Ausstattungsvariante, angetrieben von einem 2,2-Liter-Vierzylinder mit oder ohne Turbolader, jeweils mit Fünfganggetriebe oder Dreigangautomatik lieferbar. Ein sportlich orientiertes ES-Paket stand für den Dreitürer gegen Aufpreis zur Verfügung und umfasste unter anderem Alufelgen und Breitreifen.
1988 wurde das ES-Paket zusätzlich um einen Heckspoiler, eine Frontschürze mit integrierten Nebelscheinwerfern und Zierstreifen erweitert.
1989 erhielten alle Shadow-Modelle einen neuen Kühlergrill im typischen Dodge-Design mit zwei sich kreuzenden Streben. Der bisherige Turbomotor wurde durch einen 2,5-Liter-Turbo mit 145 PS ersetzt, zusätzlich ins Programm kam ein 2,5-Liter-Vierzylinder mit 101 PS. Das Fahrwerk des ES mit Turbomotor wurde etwas straffer ausgelegt.
Nur für das Modelljahr 1990 gab es den Shadow ES auch mit einer 177 PS starken Version des 2,2-Liter-Turbomotors.
Ab 1991 umfasste das Shadow-Programm eine abgespeckte Grundmodellversion mit Namen Shadow America, das reguläre Shadow-Modell sowie den zur eigenen Modellvariante beförderten Shadow ES. Neu ins Programm kam eine Cabrio-Variante, die nur mit dem 2,5-Liter oder dessen turbogeladener Variante zu kaufen war.
Ab Modelljahr 1992 war für den Shadow ES ein 3,0-Liter V6 von Mitsubishi (6g72) gegen Aufpreis erhältlich. Dieser Motor wurde in verschiedenen Versionen unter anderem auch im Dodge Caravan und Mitsubishi Sigma verbaut.
1993 entfiel der Shadow America ebenso wie der Turbo-Motor. Als neues Extra kam ein ABS hinzu.
Zum Modelljahr 1994 war das Cabriolet nicht mehr lieferbar.

Vom Shadow wurden insgesamt 670.000 Exemplare gebaut (davon 29.500 Cabriolets).

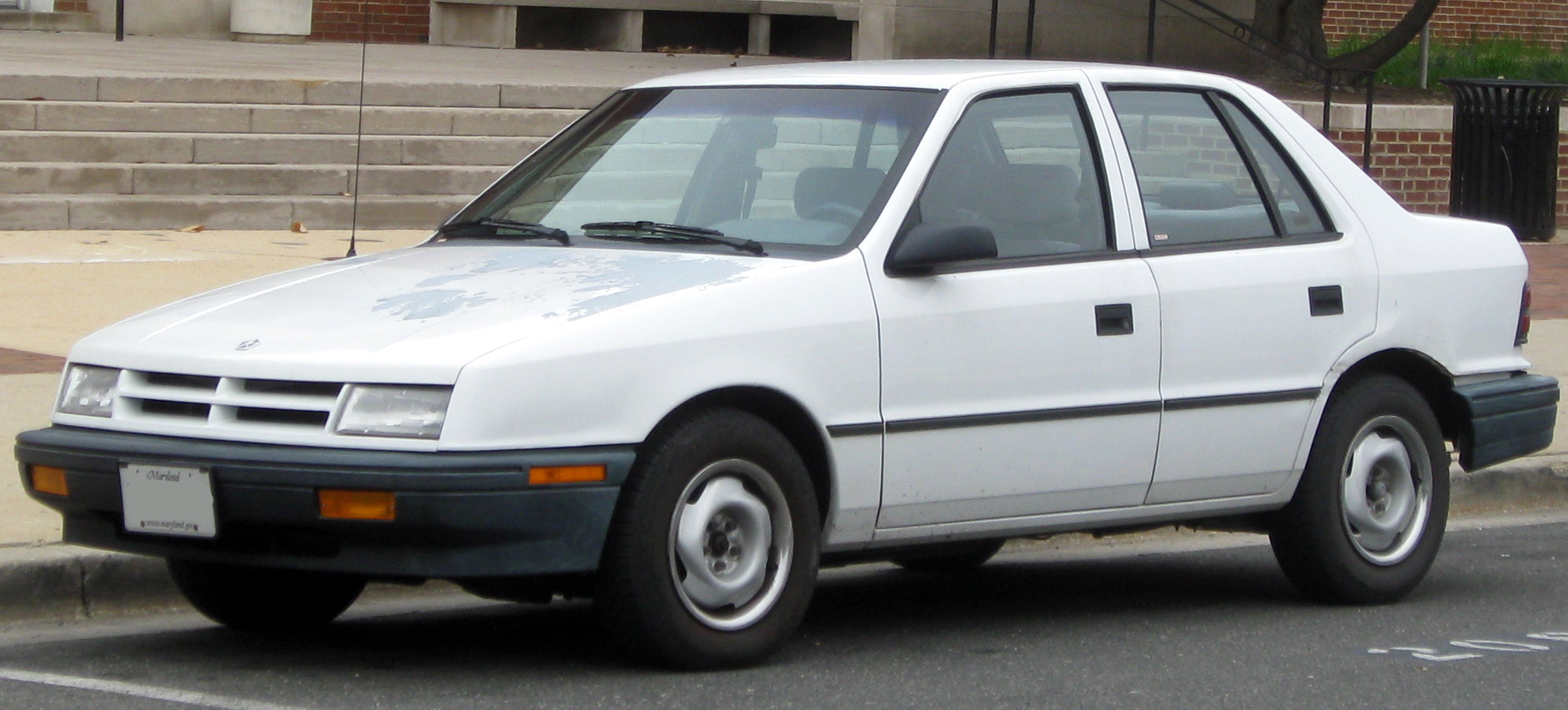
Dodge Shadow Limousine
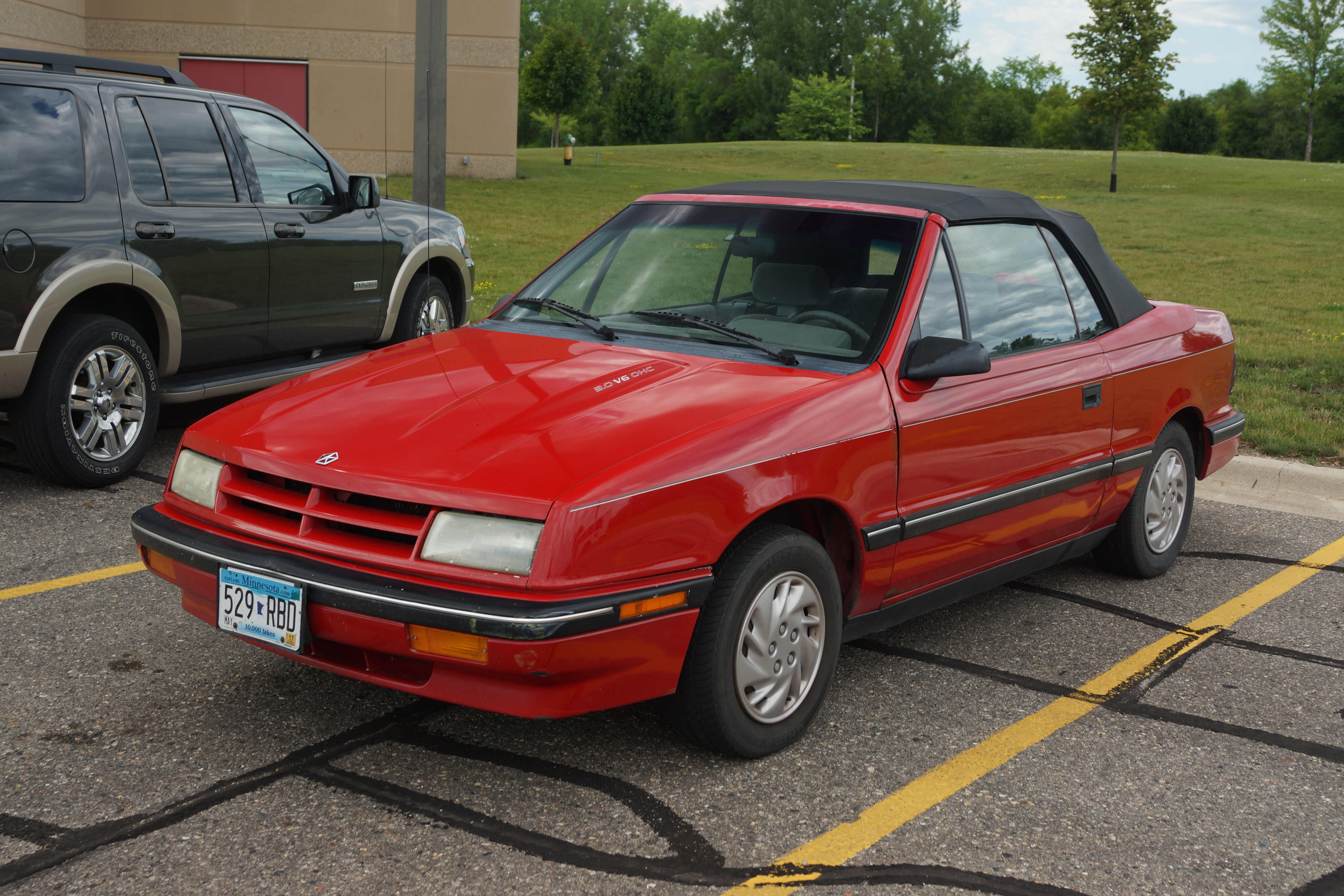
Cabriolet
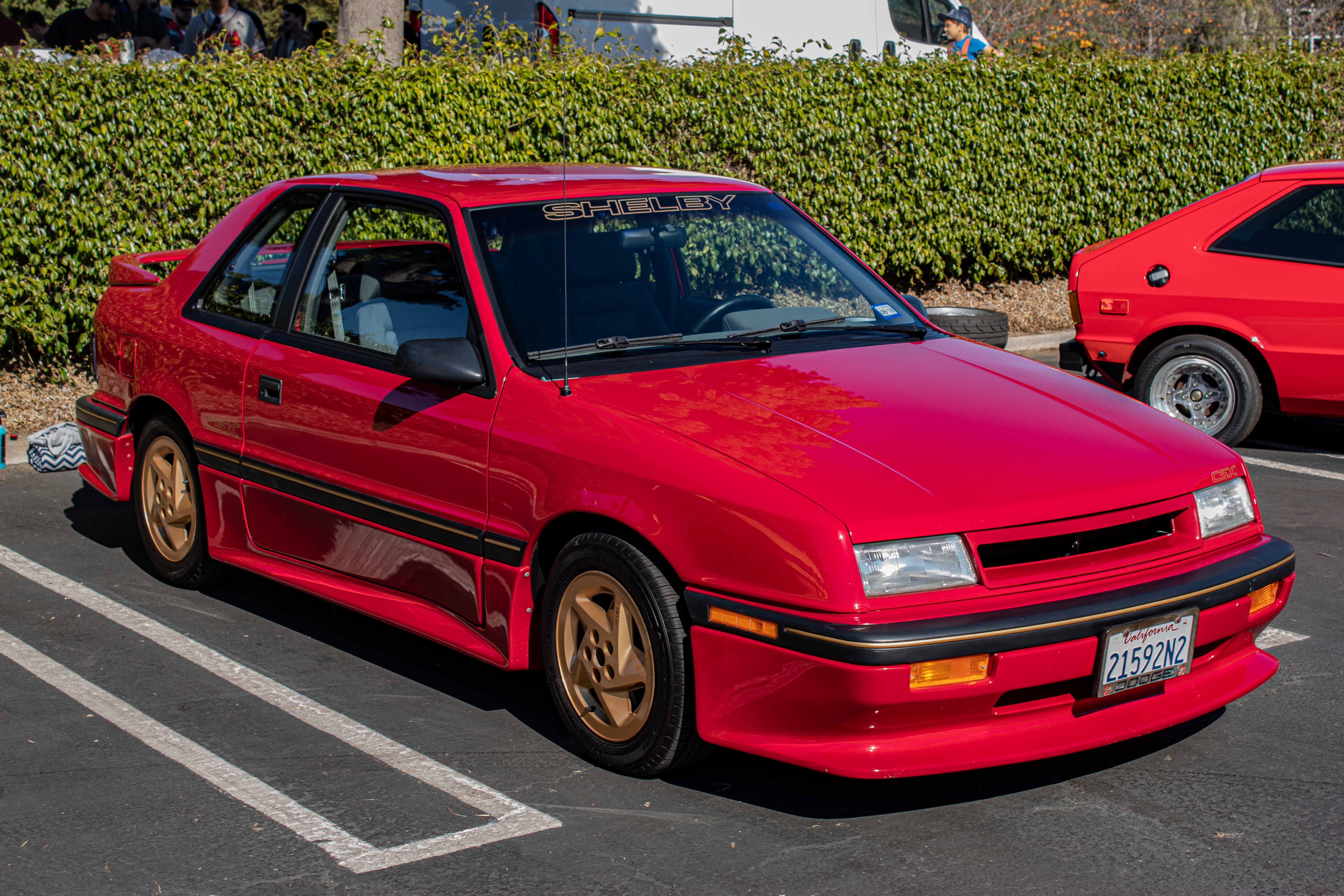
Sportversion Dodge Shelby Shadow CSX

## Chrysler ES (Europa)
Zwischen April 1988 und 1991 bot Chrysler den Dodge Shadow in zahlreichen europäischen Märkten als Chrysler ES an. Der ES basierte auf dem Dodge Shadow ES und war im Prinzip das gleiche Fahrzeug, nur ohne die „Shadow“-Embleme. Er wurde nur als dreitürige Schräghecklimousine angeboten und war serienmäßig mit dem 2,2-Liter-Motor mit Einspritzung und optionalem Turbolader ausgestattet. Für 1989 wurde der 2,2-Motor durch das größere 2,5-Liter-Aggregat ersetzt. Die Motoren waren serienmäßig mit einem Fünfgang-Schaltgetriebe gekoppelt, eine Dreigang-Automatik war gegen Aufpreis erhältlich. Da die Verkaufszahlen in Europa eher schlecht ausfielen, wurde der Verkauf des Chrysler ES Mitte 1991 eingestellt. Bis zur Einführung des Neon 1995 hatte Chrysler damit kein Modell in Europa in der Kompaktklasse bzw. unteren Mittelklasse.

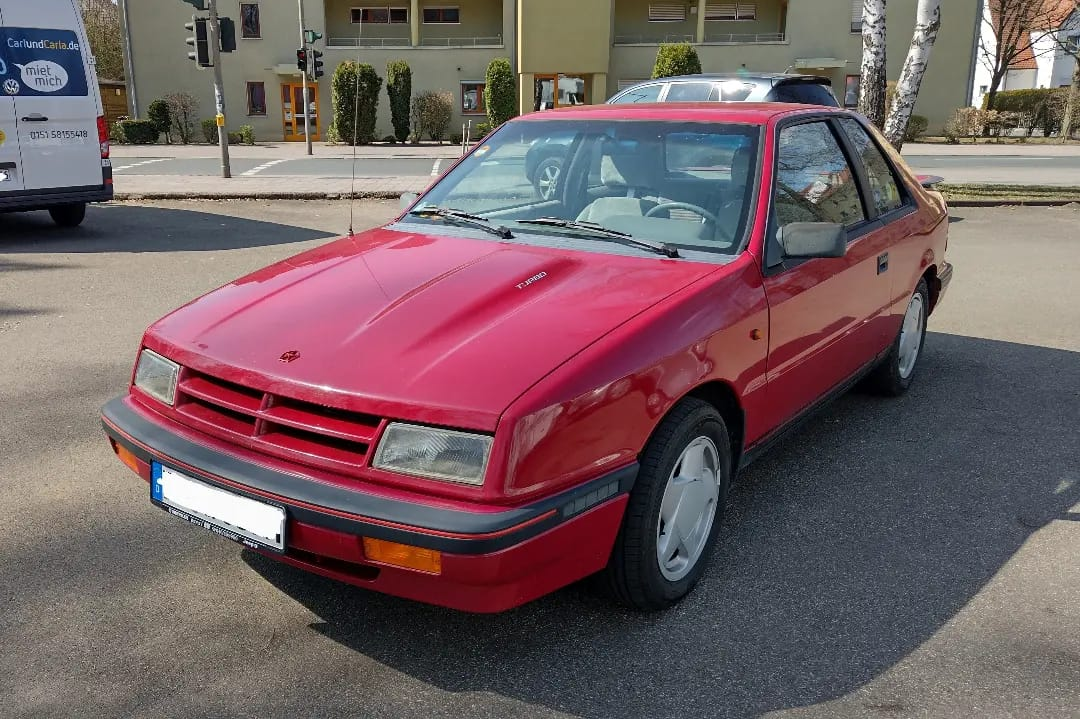
Chrysler ES (Europa)
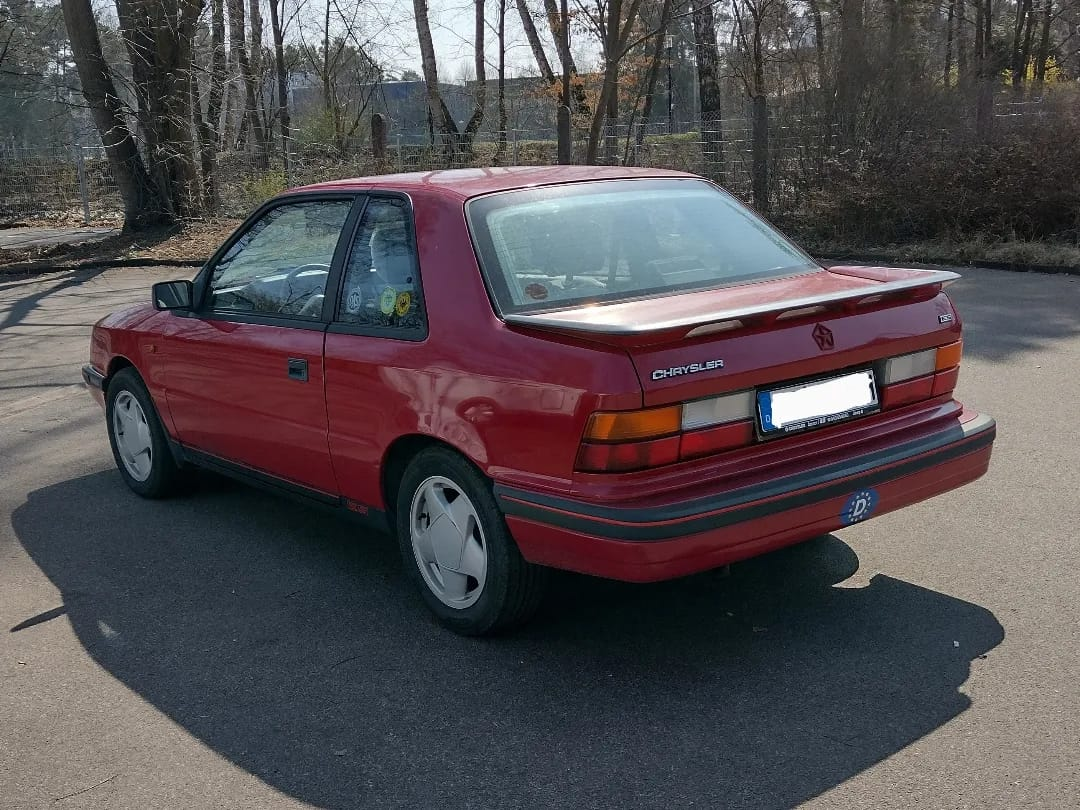
Heckansicht